# Flerbarnsbörd

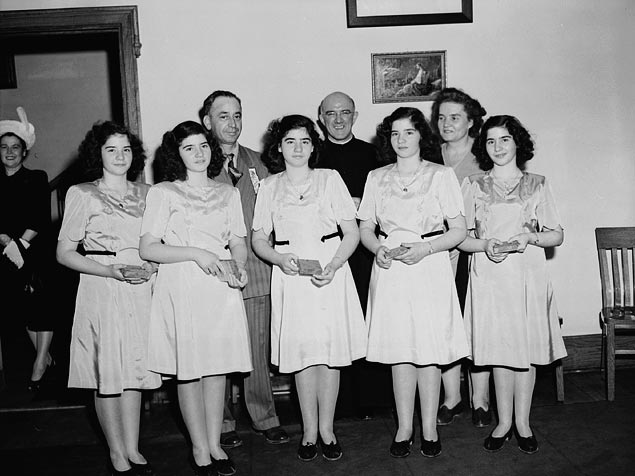
Femlingarna Dionne

Flerbarnsbörd kallas det tillstånd, där en kvinna i samma graviditet bär och föder fler än ett barn. Flerbörd är samma sak och används även om andra djur än människan. Det förekommer bland många djurarter i varierande grader. Olika termer för flerbörd används beroende på antalet foster. De vanligaste förekomsterna, två respektive tre barn, kallas tvillingar och trillingar.  Kvinnor över 35 år har större chanser att bli gravida med tvillingar än yngre.
De fertilitetsbehandlingar som numera är i bruk har ökat antalet flerbarnsbörder. Förut var fyrlingar, femlingar, sexlingar, sjulingar, åttlingar osv mycket sällsynt, men de har numera blivit vanligare, särskilt i länder där fertilitetsbehandlingarna inte är så reglerade som i Sverige. 
Tvillingar medför en något förhöjd risk för förtidsbörd, vilket medför ökade risker för barnens hälsa. Modern löper något förhöjd risk för t.ex. högt blodtryck, havandeskapsdiabetes och preeklampsi. Med ökande antal barn i graviditeten ökar dessa risker för barn och moder. 